# Loco Live
Loco Live är ett livealbum av musikgruppen Ramones, utgivet 1991.

## Låtlista
1. "The Good, The Bad, The Ugly" - 1:59
2. "Durango 95" - 0:46
3. "Teenage Lobotomy" - 1:32
4. "Psycho Therapy" - 2:12
5. "Blitzkrieg Bop" - 1:44
6. "Rock and Roll Radio" - 2:59
7. "I Believe in Miracles" - 2:51
8. "Gimme Gimme Shock Treatment" - 1:18
9. "Rock and Roll High School" - 1:49
10. "I Wanna Be Sedated" - 2:08
11. "The KKK Took My Baby Away" - 2:41
12. "I Wanna Live" - 2:19
13. "Bonzo Goes to Bitberg" - 2:52
14. "Too Tough to Die" - 2:15
15. "Sheena Is a Punk Rocker" - 1:47
16. "Rockaway Beach" - 2:03
17. "Pet Semetary" - 2:56
18. "Don't Bust My Chops" - 2:17
19. "Palisades Park" - 2:12
20. "Mama's Boy" - 2:08
21. "Animal Boy" - 1:54
22. "Wart Hog" - 1:35
23. "Surfin' Bird" - 2:29
24. "Cretin Hop" - 1:24
25. "I Don't Wanna Walk Around With You" - 1:11
26. "Today Your Love, Tomorrow the World" - 1:42
27. "Pinhead" - 2:39
28. "Somebody Put Something in My Drink" - 2:37
29. "Beat on the Beat" - 2:14
30. "Judy Is a Punk" - 1:55
31. "Chinese Rocks" - 2:02
32. "Love Kills" - 1:56
33. "Ignorance Is Bliss" - 3:11